# Frejol colado
El frejol colado es un dulce típico de la gastronomía del Perú, tradicional en la provincia de Ica y cañete . 

## Historia
Aparentemente el frejol colado fue desarrollado por afrodescendientes a partir del conocimiento del manjar blanco europeo.
A mediados del siglo XIX se denominaban "potos de colado" por ser servidos y distribuidos en Semana Santa en pequeños mates cerrados con engrudo.
El tradicionalista peruano Ricardo Palma describiendo los pregones en sus Tradiciones Peruanas (1883) menciona que:

A las once pasaban la melonera y la mulata de convento vendiendo

Ranfañote, cocada, bocado de Rey, Chancaquitas de cancha y de maní y frejoles colados.
Ricardo Palma. Tradiciones Peruanas

## Descripción
La variedad de legumbre que se emplea es el frejol negro. Estos se tienen que remojar en agua un día antes de la preparación. Se cuecen pelados en agua y se licuan o tamizan obteniendo un puré que se mezcla y se pone al fuego con leche, canela en rama, clavo de olor, azúcar y chancaca.
Para la presentación se sirve en una dulcera, ya sea en una sola grande o individuales y comúnmente se esparce encima con ajonjolí tostado, aunque también hay personas que prefieren decorarlo con canela molida o con grageas de colores. Por otra parte, se vendía en las calles dentro de una pequeña calabaza seca cerrada herméticamente con pasta de harina y agua.